# Élections régionales de 2023 à Berlin
Les élections régionales de 2023 à Berlin (en allemand : Wahl zum Abgeordnetenhaus von Berlin 2023) se tiennent le 12 février 2023, afin de réélire les 130 députés de la 19e législature de la Chambre des députés pour la fin du mandat de cinq ans commencé en 2021. En application de la loi électorale, 159 députés sont finalement élus.
Pour la première fois depuis les élections de 1999, l'Union chrétienne-démocrate (CDU) arrive en tête. Elle devance ainsi le Parti social-démocrate, qui distance lui-même Les Verts d'une centaine de voix.
Bien que les trois partis de la coalition au pouvoir soient en recul, ils conservent leur majorité absolue en sièges. Cependant, deux semaines après la tenue du scrutin, le Parti social-démocrate renonce à reconduire la majorité sortante et ouvre des négociations avec l'Union chrétienne-démocrate, arrivée en tête. Les deux partis s'étant entendus pour constituer une grande coalition, le chrétien-démocrate Kai Wegner prend la direction du gouvernement régional.

## Contexte
Lors des élections régionales du 26 septembre 2021, le Parti social-démocrate d'Allemagne (SPD), au pouvoir depuis vingt ans, de Franziska Giffey conserve sa première place devant l'Alliance 90/Les Verts (Grünen) de Bettina Jarasch. La journée électorale est marquée par un chaos logistique : les électeurs doivent parfois patienter plus d'une heure pour voter, certains bureaux de vote disposent des bulletins de vote d'une circonscription différente, les contraignant à fermer et à déclarer nuls les mauvais bulletins glissés dans l'urne, et le ravitaillement en bulletins est perturbé par la tenue concomitante du marathon.
Franziska Giffey est élue le 21 décembre suivant bourgmestre-gouverneure par 84 voix pour et 52 contre. Un mois plus tôt, elle avait conclu un accord de « coalition rouge-rouge-verte » entre son SPD, les Grünen et Die Linke.
Le 28 septembre 2022, à la suite d'une plainte déposée par la direction régionale des élections et les partis Alternative pour l'Allemagne (AfD) et Die PARTEI, le président de la Cour constitutionnelle de Berlin indique, lors de la séance publique de plaidoirie, qu'il considère que les erreurs de gestion et les problèmes d'organisation ont influencé le résultat des élections, donc la composition de la Chambre des députés, ce qui doit conduire à la tenue d'un nouveau scrutin. La Cour constitutionnelle prononce, le 16 novembre, l'annulation des élections de 2021 en raison des conditions chaotiques dans lesquelles elles se sont tenues, ce qui oblige à l'organisation d'un nouveau scrutin dans un délai de quatre-vingt-dix jours.
Dans la mesure où il s'agit d'une répétition des dernières élections, ordonnée par la justice, et non d'une dissolution de la Chambre décidée conformément à la Constitution régionale, les députés élus continueront la législature entamée à la suite des élections de 2021. Le directeur régional des Élections annonce le jour même du verdict que le scrutin est convoqué pour le 12 février 2023, soit le dernier dimanche possible dans la limite du délai des quatre-vingt-dix jours.

### Violences lors du réveillon de Nouvel An
La nuit du Nouvel An 2023 a été émaillée de violences sans précédent contre les services d'urgence à Berlin, principalement dans le district de Berlin-Neukölln. Ceux-ci ont été attaqués à coups de feux d'artifice et victimes de jets de bouteilles et autres objets. 15 pompiers et 18 policiers ont été blessés lors de ces attaques. Les vandales ont aussi incendié un bus.
Parmi les 159 personnes interpellées, la majorité est issue de l'immigration ; 45 sont de nationalité allemande, 27 sont afghans et 21 sont syriens. Ces attaques relancent ainsi le débat sur l'immigration et l'intégration, le président de la CDU-CSU au Bundestag Jens Spahn pointant des problèmes d'intégration comme responsables des émeutes.
Des interdictions concernant la vente de feux d'artifice sont aussi discutées par la gauche. 
Les sénateurs de Berlin Iris Spranger (SPD) et Klaus Lederer (Die Linke) se sont prononcés en faveur de telles interdictions. La CDU, le FDP et l'AfD se sont en revanche prononcés contre de telles mesures.

## Mode de scrutin

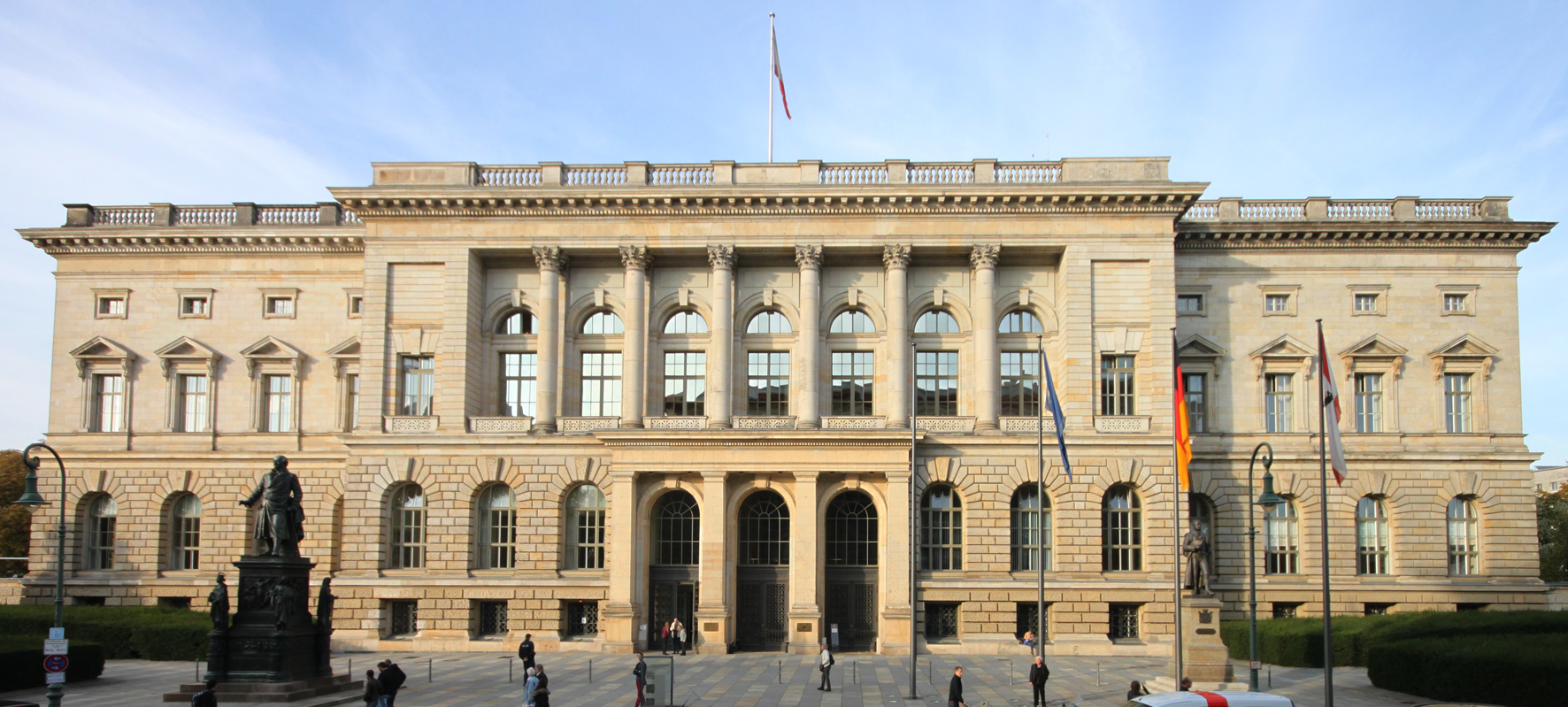
Siège de la Chambre des députés.

La Chambre des députés est constituée de 130 députés (Abgeordnete), élus pour une législature de cinq ans au suffrage universel direct et suivant le scrutin proportionnel de Hare.
Chaque électeur dispose de deux voix : la première (Erststimme) lui permet de voter pour un candidat de sa circonscription, selon les modalités du scrutin uninominal majoritaire à un tour, la ville comptant un total de 78 circonscriptions ; la seconde voix (Zweitstimme) lui permet de voter en faveur d'une liste de candidats présentée par un parti au niveau de la ville ou de son arrondissement, la ville disposant de 12 arrondissements.
Lors du dépouillement, l'intégralité des 130 sièges est répartie en proportion des secondes voix entre les partis ayant remporté au moins 5 % des suffrages exprimés au niveau de la ville ou au moins une circonscription. Si un parti a remporté des mandats au scrutin uninominal, ses sièges sont d'abord pourvus par ceux-ci. Pour les partis ayant présenté leurs listes au niveau des arrondissements, la répartition proportionnelle est répétée pour chaque arrondissement.
Dans le cas où un parti obtient plus de mandats au scrutin uninominal que la proportionnelle ne lui en attribue, il conserve ces mandats supplémentaires et des mandats complémentaires sont attribués aux autres partis afin de rétablir une composition de la Chambre des députés proportionnelle aux secondes voix.

## Campagne
Organisée le 19 novembre 2022, la conférence des délégués de l'Alliance 90/Les Verts (Grünen) désigne Bettina Jarasch (de), sénatrice à l'Environnement, pour être la cheffe de file électorale du parti par 92,5 % des voix. Celle-ci dit souhaiter la reconduction de la coalition « rouge-rouge-verte » avec le Parti social-démocrate d'Allemagne (SPD) et Die Linke (Linke), tout en revendiquant d'en prendre cette fois-ci la direction. Elle critique par ailleurs le sénateur au Développement urbain, le social-démocrate Andreas Geisel (de), en ce qu'il était précédemment sénateur à l'Intérieur, chargé de la supervision du processus électoral de 2021.
Le 26 novembre, un congrès régional de l'Union chrétienne-démocrate d'Allemagne (CDU), marqué par la présence du président fédéral du parti, Friedrich Merz, investit Kai Wegner comme chef de file électoral avec une seule abstention parmi les 300 délégués. Friedrich Merz déclare que son objectif est de faire de la CDU la première force politique berlinoise et Kai Wegner se dit prêt à gouverner avec l'Alliance 90/Les Verts et le Parti libéral-démocrate (FDP).
Le Parti libéral-démocrate (FDP) choisit, le 14 novembre 2022, Sebastian Czaja (de) comme chef de file électoral. Celui-ci reçoit l'investiture du parti à l'unanimité des délégués présents à la conférence spéciale convoquée par le parti.

### Principales forces
| Parti | Parti                                                                              | Idéologie                                                                   | Chef de file                                     | Résultats en 2021          |
| ----- | ---------------------------------------------------------------------------------- | --------------------------------------------------------------------------- | ------------------------------------------------ | -------------------------- |
|       | Parti social-démocrate d'Allemagne Sozialdemokratische Partei Deutschlands         | Centre gauche Social-démocratie, troisième voie, progressisme               | Franziska Giffey Bourgmestre-gouverneure         | 21,4 % des voix 36 députés |
|       | Alliance 90 / Les Verts Bündnis 90/Die Grünen                                      | Centre gauche Écologie, progressisme                                        | Bettina Jarasch (de) Sénatrice à l'Environnement | 18,9 % des voix 32 députés |
|       | Union chrétienne-démocrate d'Allemagne Christlich Demokratische Union Deutschlands | Centre droit Démocratie chrétienne, libéral-conservatisme                   | Kai Wegner                                       | 18,1 % des voix 30 députés |
|       | Die Linke La Gauche                                                                | Extrême gauche à gauche Socialisme démocratique, anticapitalisme, populisme | Klaus Lederer (de) Sénateur à la Culture         | 14,0 % des voix 24 députés |
|       | Alternative pour l'Allemagne Alternative für Deutschland                           | Droite à extrême droite Euroscepticisme, national-conservatisme, populisme  | Kristin Brinker (de)                             | 8,0 % des voix 13 députés  |
|       | Parti libéral-démocrate Freie Demokratische Partei                                 | Centre droit à droite Libéralisme, libéralisme économique                   | Sebastian Czaja (de)                             | 7,2 % des voix 12 députés  |

### Sondages
| Institut                | Date       | CDU    | SPD    | Grünen | FDP   | Linke  | AfD   |
| ----------------------- | ---------- | ------ | ------ | ------ | ----- | ------ | ----- |
| Institut                | Date       |        |        |        |       |        |       |
| Forschungsgruppe Wahlen | 09/02/2023 | 25 %   | 21 %   | 17 %   | 6 %   | 11 %   | 10 %  |
| INSA                    | 09/02/2023 | 25 %   | 19 %   | 18 %   | 6 %   | 12 %   | 10 %  |
| Forsa                   | 05/02/2023 | 26 %   | 17 %   | 18 %   | 5 %   | 12 %   | 10 %  |
| Forschungsgruppe Wahlen | 03/02/2023 | 24 %   | 21 %   | 18 %   | 6 %   | 11 %   | 10 %  |
| Infratest dimap         | 02/02/2023 | 25 %   | 19 %   | 18 %   | 6 %   | 12 %   | 10 %  |
| Infratest dimap         | 18/01/2023 | 23 %   | 18 %   | 21 %   | 6 %   | 11 %   | 11 %  |
| Civey                   | 12/01/2023 | 22 %   | 18 %   | 18 %   | 7 %   | 12 %   | 12 %  |
| Wahlkreisprognose       | 09/01/2023 | 22,5 % | 19,5 % | 20 %   | 4 %   | 12,5 % | 11 %  |
| INSA                    | 21/12/2022 | 21 %   | 21 %   | 20 %   | 6 %   | 12 %   | 10 %  |
| Wahlkreisprognose       | 14/12/2022 | 20 %   | 20 %   | 20,5 % | 5 %   | 12,5 % | 11 %  |
| Infratest dimap         | 23/11/2022 | 21 %   | 19 %   | 22 %   | 5 %   | 11 %   | 10 %  |
| INSA                    | 16/11/2022 | 21 %   | 20 %   | 20 %   | 7 %   | 12 %   | 10 %  |
| Infratest dimap         | 21/09/2022 | 21 %   | 17 %   | 22 %   | 6 %   | 12 %   | 10 %  |
| INSA                    | 12/07/2022 | 20 %   | 20 %   | 21 %   | 7 %   | 12 %   | 8 %   |
| INSA                    | 19/06/2022 | 21 %   | 21 %   | 20 %   | 8 %   | 12 %   | 8 %   |
| Infratest dimap         | 23/03/2022 | 20 %   | 20 %   | 21 %   | 8 %   | 12 %   | 8 %   |
| INSA                    | 14/12/2021 | 19 %   | 22 %   | 20 %   | 7 %   | 15 %   | 9 %   |
|                         |            |        |        |        |       |        |       |
| Élections               | 26/09/2021 | 18,1 % | 21,4 % | 18,9 % | 7,2 % | 14,0 % | 8,0 % |

## Résultats

### Voix et sièges
|                          |                                                      |                                                      |                  |                  |                  |                  |           |       |       |        |              |               |  |  |
| Partis                   | Partis                                               | Partis                                               | Circonscriptions | Circonscriptions | Circonscriptions | Circonscriptions | Liste     | Liste | Liste | Liste  | Total sièges | +/-           |  |  |
| Partis                   | Partis                                               | Partis                                               | Votes            | %                | Sièges           | +/-              | Votes     | %     | +/-   | Sièges | Total sièges | +/-           |  |  |
|                          | Union chrétienne-démocrate d'Allemagne (CDU)         | Union chrétienne-démocrate d'Allemagne (CDU)         | 449 990          | 29,71            | 48               | 27               | 428 228   | 28,23 | 10,17 | 4      | 52           | 22            |  |  |
|                          | Parti social-démocrate d'Allemagne (SPD)             | Parti social-démocrate d'Allemagne (SPD)             | 301 851          | 19,93            | 4                | 22               | 279 017   | 18,39 | 3,05  | 30     | 34           | 2             |  |  |
|                          | Alliance 90 / Les Verts (Grünen)                     | Alliance 90 / Les Verts (Grünen)                     | 290 026          | 19,15            | 20               | 3                | 278 964   | 18,39 | 0,49  | 14     | 34           | 2             |  |  |
|                          | Die Linke (Linke)                                    | Die Linke (Linke)                                    | 186 473          | 12,31            | 4                | 2                | 185 119   | 12,20 | 1,83  | 18     | 22           | 2             |  |  |
|                          | Alternative pour l'Allemagne (AfD)                   | Alternative pour l'Allemagne (AfD)                   | 136 426          | 9,01             | 2                | en stagnation    | 137 871   | 9,09  | 1,09  | 15     | 17           | 4             |  |  |
|                          | Parti libéral-démocrate (FDP)                        | Parti libéral-démocrate (FDP)                        | 58 381           | 3,86             | 0                | en stagnation    | 70 416    | 4,64  | 2,51  | 0      | 0            | 12            |  |  |
|                          | Parti de protection des animaux (Tierschutz)         | Parti de protection des animaux (Tierschutz)         | 43 924           | 2,90             | 0                | en stagnation    | 36 273    | 2,39  | 0,19  | 0      | 0            | en stagnation |  |  |
|                          | Die PARTEI                                           | Die PARTEI                                           | 25 120           | 1,66             | 0                | en stagnation    | 21 570    | 1,42  | 0,38  | 0      | 0            | en stagnation |  |  |
|                          | Volt                                                 | Volt                                                 |                  |                  |                  |                  | 14 047    | 0,93  | 0,18  | 0      | 0            | en stagnation |  |  |
|                          | Parti des bases démocratiques d'Allemagne (dieBasis) | Parti des bases démocratiques d'Allemagne (dieBasis) | 11 505           | 0,76             | 0                | en stagnation    | 8 342     | 0,55  | 0,71  | 0      | 0            | en stagnation |  |  |
|                          | Les Gris (Die Grauen)                                | Les Gris (Die Grauen)                                |                  |                  |                  |                  | 6 447     | 0,43  | 0,26  | 0      | 0            | en stagnation |  |  |
|                          | Team Todenhöfer                                      | Team Todenhöfer                                      |                  |                  |                  |                  | 6 326     | 0,42  | 0,61  | 0      | 0            | en stagnation |  |  |
|                          | Les Panthères grises (Graue Panther)                 | Les Panthères grises (Graue Panther)                 |                  |                  |                  |                  | 6 275     | 0,41  | 0,08  | 0      | 0            | en stagnation |  |  |
|                          | Parti des pirates (PIRATEN)                          | Parti des pirates (PIRATEN)                          | 1 184            | 0,08             | 0                | en stagnation    | 5 145     | 0,34  | 0,07  | 0      | 0            | en stagnation |  |  |
|                          | Liste du climat de Berlin (Klimaliste)               | Liste du climat de Berlin (Klimaliste)               |                  |                  |                  |                  | 4 103     | 0,27  | Nv    | 0      | 0            | en stagnation |  |  |
|                          | Électeurs libres (FW)                                | Électeurs libres (FW)                                | 5 666            | 0,37             | 0                | en stagnation    | 3 923     | 0,26  | 0,58  | 0      | 0            | en stagnation |  |  |
|                          | Mieterpartei                                         | Mieterpartei                                         | 973              | 0,06             | 0                | en stagnation    | 3 902     | 0,26  | Nv    | 0      | 0            | en stagnation |  |  |
|                          | Autres                                               | Autres                                               | 3 048            | 0,20             | 0                | –                | 20 892    | 1,38  | –     | 0      | 0            | –             |  |  |
|                          |                                                      |                                                      |                  |                  |                  |                  |           |       |       |        |              |               |  |  |
| Votes valides            | Votes valides                                        | Votes valides                                        | 1 514 567        | 99,02            |                  |                  | 1 516 860 | 99,17 |       |        |              |               |  |  |
| Votes blancs et nuls     | Votes blancs et nuls                                 | Votes blancs et nuls                                 | 13 409           | 0,88             | 11 039           | 0,72             |           |       |       |        |              |               |  |  |
| Total                    | Total                                                | Total                                                | 1 529 558        | 100              | 78               | en stagnation    | 1 529 558 | 100   | –     | 81     | 159          | 12            |  |  |
| Abstentions              | Abstentions                                          | Abstentions                                          | 902 218          | 37,10            |                  |                  | 902 218   | 37,10 |       |        |              |               |  |  |
| Inscrits / participation | Inscrits / participation                             | Inscrits / participation                             | 2 431 776        | 62,90            | 2 431 776        | 62,90            |           |       |       |        |              |               |  |  |

### Analyse
Progressant de l'ordre de dix points, l'Union chrétienne-démocrate (CDU) prend la première place des forces politiques, une situation inédite depuis les élections de 1999. Il devance largement le Parti social-démocrate, auteur à nouveau de son plus mauvais résultat depuis la fin de la Seconde Guerre mondiale dans la ville. Celui-ci surclasse d'à peine 105 voix Les Verts. Le Parti libéral-démocrate (FDP) échoue à conserver sa représentation parlementaire,.
Utilisant une rhétorique plutôt agressive, la CDU obtient d'excellents résultats dans la périphérie berlinoise, au-delà de la ligne circulaire du S-Bahn, alors que les Verts obtiennent leurs meilleurs scores à l'intérieur de la zone délimitée par cette même ligne. En dépit d'un mauvais résultat pour les trois partis la constituant, la coalition rouge-rouge-verte au pouvoir confirme sa majorité parlementaire et peut donc envisager sa reconduction. Les Verts ont en effet exclu toute alliance noire-verte avec la CDU, arithmétiquement possible, en raison de désaccords sur la politique des transports, tandis que le SPD refuse une éventuelle grande coalition en raison des déboires électoraux qu'il connaît généralement aux élections suivantes,,.

#### Géographie électorale
| Territoire      | CDU    | SPD    | Grünen | Linke  | AfD    | FDP   | Autres |
| --------------- | ------ | ------ | ------ | ------ | ------ | ----- | ------ |
| Territoire      |        |        |        |        |        |       |        |
| Ex-Berlin-Ouest | 31,1 % | 19,9 % | 19,8 % | 9,0 %  | 6,8 %  | 5,3 % | 8,1 %  |
| Ex-Berlin-Est   | 24,3 % | 16,4 % | 16,4 % | 16,6 % | 12,2 % | 3,7 % | 10,4 % |
| Total           | 28,2 % | 18,4 % | 18,4 % | 12,2 % | 9,1 %  | 4,6 % | 9,1 %  |

Intensité du résultat des principaux partis, par quartier
CDU
SPD
Grünen
Linke
AfD
FDP

#### Sociologique
| Catégorie                      | CDU  | SPD  | Grünen | Linke | AfD  | FDP |
| ------------------------------ | ---- | ---- | ------ | ----- | ---- | --- |
| Catégorie                      |      |      |        |       |      |     |
| Sexe                           |      |      |        |       |      |     |
| Hommes                         | 29 % | 17 % | 18 %   | 12 %  | 10 % | 5 % |
| Femmes                         | 27 % | 20 % | 19 %   | 13 %  | 8 %  | 4 % |
| Âge                            |      |      |        |       |      |     |
| Moins de 30 ans                | 14 % | 10 % | 26 %   | 19 %  | 6 %  | 7 % |
| 30-44 ans                      | 21 % | 14 % | 27 %   | 13 %  | 9 %  | 5 % |
| 45-59 ans                      | 32 % | 18 % | 19 %   | 9 %   | 11 % | 5 % |
| Plus de 60 ans                 | 38 % | 26 % | 9 %    | 11 %  | 9 %  | 3 % |
| Statut                         |      |      |        |       |      |     |
| Ouvrier                        | 31 % | 19 % | 9 %    | 10 %  | 18 % | 2 % |
| Employé                        | 27 % | 19 % | 20 %   | 12 %  | 8 %  | 4 % |
| Fonctionnaire                  | 41 % | 23 % | 15 %   | 7 %   | 5 %  | 5 % |
| Indépendant                    | 28 % | 15 % | 22 %   | 14 %  | 7 %  | 6 % |
| Études                         |      |      |        |       |      |     |
| Hauptschulabschluss            | 39 % | 24 % | 4 %    | 6 %   | 16 % | 3 % |
| Mittlere Reife                 | 36 % | 19 % | 7 %    | 9 %   | 16 % | 4 % |
| Abitur (baccalauréat)          | 26 % | 17 % | 20 %   | 13 %  | 7 %  | 6 % |
| Hochschulabschluss (supérieur) | 22 % | 17 % | 29 %   | 15 %  | 4 %  | 6 % |

## Suite et conséquences
Le 14 février, le directeur des élections de Berlin indique que 466 votes par correspondance n'ont pas été comptés dans le district de Lichtenberg, en raison d'une erreur d'acheminement vers la commission électorale. Leur dépouillement est programmé pour le lendemain, afin que la commission puisse proclamer les résultats du district le 20 février. Le 27 février, les résultats définitifs sont proclamés par la commission électorale régionale, et certifient que le SPD a devancé les Grünen de 53 voix.
La semaine qui suit la tenue du scrutin, des discussions exploratoires suivant plusieurs configurations ont lieu entre les différents partis : l'Union chrétienne-démocrate rencontre le Parti social-démocrate ainsi que Les Verts, tandis que ces deux derniers échangent également avec Die Linke,.
Le 28 février, alors que Die Linke approuve formellement de négocier la reconduction de la coalition rouge-rouge-verte au pouvoir, le journal Der Tagesspiegel révèle que Franziska Giffey serait encline à proposer la formation d'une grande coalition entre la CDU et le SPD. En effet, le lendemain, la direction régionale des sociaux-démocrates vote, par 25 voix pour et 12 contre, en faveur de négociations avec les chrétiens-démocrates, car Franziska Giffey — selon le Berliner Zeitung — ne croit pas en la possibilité de rééditer son alliance avec les écologistes et la gauche radicale. La CDU se prononce dans le même sens, le 2 mars, à l'unanimité de ses dirigeants.
Les deux partis annoncent avoir conclu un contrat de coalition le 2 avril, qui prévoit notamment l'attribution à chacun d'eux de cinq départements exécutifs. Le poste de bourgmestre-gouverneur est réservé à Kai Wegner. La CDU obtient les départements de l'Environnement, de l'Éducation, des Finances, de la Justice et de la Culture. Le SPD reçoit ceux de l'Intérieur, du Logement, du Travail, de l'Économie et de la Santé. Le 23 avril, le SPD informe que ses adhérents ont approuvé l'accord de coalition lors d'un référendum interne, par 54,3 %, un résultat serré en raison de l'opposition interne exprimée par la jeune génération et plusieurs sections locales.
L'élection du bourgmestre-gouverneur se tient quatre jours plus tard, le 27 avril, à la Chambre des députés, et se révèle particulièrement chaotique. En dépit d'un vote-test interne au groupe des députés SPD et de l'accord de grande coalition, Kai Wegner ne remporte l'investiture qu'au troisième tour de scrutin. Victime de dissidences parmi les parlementaires du Parti social-démocrate, il recueille 71 voix sur 159 au premier tour, puis 79 au deuxième, quand la majorité absolue de 80 voix était requise. Il l'emporte finalement au scrutin suivant, par 86 voix, soit l'exact total de la nouvelle alliance gouvernementale.